# Ahaxe-Alciette-Bascassan
Ahaxe-Alciette-Bascassan (tiếng Basque: Ahatsa-Alzieta-Baskazane) là một xã của tỉnh Pyrénées-Atlantiques, thuộc vùng Nouvelle-Aquitaine, tây nam nước Pháp.